# L'Agronome
 (janvier 2022).
Si vous disposez d'ouvrages ou d'articles de référence ou si vous connaissez des sites web de qualité traitant du thème abordé ici, merci de compléter l'article en donnant les références utiles à sa vérifiabilité et en les liant à la section « Notes et références ».
Pour plus de détails, voir Fiche technique et Distribution.
L'Agronome (titre original : The Agronomist) est un film documentaire américain réalisé par Jonathan Demme, sorti en 2003.

## Synopsis
Le journaliste Jean Dominique, militant avec sa femme Michèle Montas pour une information accessible par Radio Haïti-Inter en Haïti, relate différents épisodes de sa lutte. Le récit direct et honnête qu’il fait, à partir de 1986 à son ami Jonathan Demme et le tournage dans le pays, montrent toute la sympathie et la solidarité que réserve le peuple haïtien à ceux qui prennent réellement son parti, en même temps que le caractère périlleux de la promotion de l’information libre dans le pays. Combattant et exilé, celui qui se faisait appeler l’agronome, en fonction de sa formation de base, n’a jamais interrompu sa lutte jusqu’à son assassinat en 2000.

## Fiche technique
- Titre : L'Agronome
- Titre original : The Agronomist
- Réalisation : Jonathan Demme
- Montage : Lizi Gelber et Bevin McNamara
- Musique : Wyclef Jean et Jerry –Wonder- Duplessis
- Son : Nezam Kiaie et Jean-Denis Daoust
- Producteurs : Jonathan Demme, Peter Saraf et Bevin McNamara
- Société de distribution : Bac Films (France)
- Langues : anglais, créole, français
- Genre : Film documentaire, Film biographique
- Durée : 90 minutes (1 h 30)
- Dates de sortie :
- États-Unis : 23 février 2003 (Festival international du film de Miami) / Sortie nationale : 3 avril 2004
- Italie : 4 septembre 2003 (Mostra de Venise) / Sortie nationale : 26 novembre 2004
- France : 7 septembre 2003 (Festival du cinéma américain de Deauville) / Sortie nationale : 31 mars 2004
- Canada : septembre 2003  (Festival international du film de Toronto)
- Royaume-Uni : 16 avril 2004

## Récompenses et distinctions
- 2004 : Prix Gotham du meilleur documentaire à Jonathan Demme